# レポーター一覧
ここは、芸能・事件・情報などさまざまなことを取材するリポーターの50音別一覧である。
芸能メインのリポーターは、芸能リポーター一覧を参照。

## あ行
- 青池奈津子 - ニューヨークからスポーツや様々な出来事を不定期に担当、ズームイン!!SUPER、スッキリ!!（日本テレビ）
- 阿部祐二 - ザ!情報ツウ、スッキリ!!（日本テレビ）
- 阿藤快 - 俳優、グルメリポーター
- 阿部光利-午後は００思いっきりテレビ・布施明のグッディ・TIME３・タイムアングル・おはようナイスディ・ナイスディ・とくダネ！・２時のほんとう
- 井口成人 - ルックルックこんにちは（日本テレビ）、スーパーモーニング（テレビ朝日）
- 石井雅子 (リポーター) - 石井ちゃんとゆく!（北海道文化放送）
- 石川敏男 - 情報ライブ ミヤネ屋（読売テレビ）
- 石川葉子 - 速ホゥ!（テレビ東京・BSジャパン）経済情報、ズームイン!!SUPER（日本テレビ）
- 石塚英彦 - タレント、グルメリポーター、元祖でぶや（テレビ東京）、メレンゲの気持ち、火曜サプライズ「食いしんBOYS」（日本テレビ）、ぴったんこカンカン「石ちゃんグルメ」（TBS）
- 石渡のり子 - 日本文化センターCM
- 逸見愛 - ニューヨークなどアメリカからスポーツや様々な出来事を不定期に担当、ズームイン!!SUPER、スッキリ!!、ザ・ワイド（日本テレビ）
- 伊藤協子 - ザ!情報ツウ800（日本テレビ）
- 伊藤里絵 - やじうまプラス（テレビ朝日）お天気コーナー
- 井波由起子 - ルックルックこんにちは（日本テレビ）
- 井上公造 - スッキリ（日本テレビ）、情報ライブ ミヤネ屋（読売テレビ）、おはよう朝日です（朝日放送）
- 今中麻貴 - 元札幌テレビアナ、ズームイン!!SUPER（日本テレビ）
- 今村優理子 - スーパーモーニング（テレビ朝日）、ニュースプラス1（日本テレビ）
- 内山信二 - タレント、グルメリポーター、元祖でぶや（テレビ東京）
- 打上順子 - ワイドスクランブル（テレビ朝日）、ジャスト（TBS）、おはよう!グッデイ（TBS）、きょう発プラス!（TBS）事件
- 海附雅美 -  スッキリ!!（日本テレビ）
- 遠藤麻子 - こたえてちょーだい!（フジテレビ）通販コーナー
- 王理恵 - スポーツリポーター（プロ野球など）
- 大竹真 - ザ!情報ツウ、スッキリ!!（日本テレビ）
- 大西敬子 - ワクドキ!元気（三重テレビ）
- 大林素子 - スポーツリポーター（バレーボールなど）
- 大原その子 - ザ!情報ツウ（日本テレビ）
- 大村正樹 - とくダネ!（フジテレビ）
- 緒方昭一 - とくダネ!（フジテレビ）
- 緒方由美 - 若っ人ランド、ぴゅあピュア（テレビ熊本）
- 小川みどり - 奥様8時です、モーニングEYE（ともにTBS）
- 荻原次晴 - スポーツリポーター、ズームイン!!SUPER（日本テレビ）
- 音羽美咲 - 出番ですよ！、フライデーナイトフィーバー（千葉テレビ）
- 奥山英志 - とくダネ!（フジテレビ）
- 長田新 - ザ・ワイド（日本テレビ）
- 鬼沢慶一 - レッツ!、ルックルックこんにちは（日本テレビ）

## か行
- 皆藤愛子 - めざましテレビ（フジテレビ）お天気コーナー
- 皆藤慎太郎 - はなまるマーケット（TBS）
- 影島賀代子 - スーパーニュース（フジテレビ）
- 桂菊丸 - 落語家、情報番組リポーター
- 亀井亜紀子 - 司法書士 鳴海先生の問題解決!あなたの法律相談
- 川添永津子 - イブング・ファイブ（TBS）
- 川内天子 - 芸能関係のリポーター
- 川原みなみ - レディス4（テレビ東京）
- 菊池真由子 - ザ!情報ツウ、スッキリ!!（日本テレビ）
- 岸本梓 - ズームイン!!SUPER（日本テレビ）お天気コーナーなど
- 北澤豪 - スポーツリポーター（サッカー）、すぽんちゅ、ズームイン!!サタデー（日本テレビ）
- 木之元亮 - 俳優、グルメリポーター
- 黒田治 - 2時っチャオ!（TBS）、知りたがり!「まとまりました!ヨコ並び研究」（フジテレビ）
- 熊谷章洋 - ズームイン!!SUPER（日本テレビ）
- 熊谷麻衣子 - 元岩手めんこいテレビアナ、とくダネ!（フジテレビ）
- 栗山英樹 - 元ヤクルトスワローズ外野手、報道ステーション（テレビ朝日）スポーツ関係（プロ野球など）
- 近衛はな - NHK高校講座 理科総合A・B（NHK教育）
- 小林麻央 - めざましどようび・お天気、ジャンクSPORTS、奇跡体験!アンビリバボー（フジテレビ）
- 駒村多恵 - ズームイン!!SUPER（日本テレビ）
- 小柳美江 - とくダネ!（フジテレビ）

## さ行
- 嵯峨聖子 - ザ・ワイド（日本テレビ）
- 阪田陽子 - こたえてちょうだい!（フジテレビ）通販コーナー
- 坂田陽子 - スッキリ!!（日本テレビ）
- さとう一声 - ルックルックこんにちは（日本テレビ）、ショップチャンネル
- 斉藤リカ - ザ・ワイド（日本テレビ）
- 三笑亭夢之助 - 落語家、グルメリポーター
- 柴田かおる - THEサンデー（日本テレビ）
- 柴田将平 - あさチャン！（TBS）
- 島田薫 - モーニングEye（TBS）、スーパーモーニング（テレビ朝日）、ワイドスクランブル（テレビ朝日）
- 申徹也 - ローカルタレント
- 東海林のり子 - 3時のあなた（フジテレビ）、ワイドスクランブル（テレビ朝日）
- 庄司麻由里 - はなまるマーケット（日本テレビ）
- 陣内貴美子 - スポーツリポーター、ニュースプラス1、NNNNewsリアルタイム（プラス1とリアルタイムはスポーツコーナー）、news every.（日本テレビ）
- 杉崎美香 - めざましテレビ（フジテレビ）
- 杉本純子 - ザ・ワイド（日本テレビ）
- 鈴木よしえ - スーパーモーニング（テレビ朝日）
- 住田隆 - 開運!なんでも鑑定団（テレビ東京）
- 三条恵美 - HI！横浜編集局（テレビ神奈川）

## た行
- タージン - タレント、関西各局で幅広く活躍
- 高尾晶子 - トゥナイト2（テレビ朝日）、SG競艇ライブ
- 高樹千佳子 - タレント、めざましテレビ、すぽると!（フジテレビ）他
- 高橋祐介 - スーパーJチャンネル（テレビ朝日）
- 高村智庸 - モーニングEye（TBS）、スーパーモーニング（テレビ朝日）
- 竹内都子 - タレント、グルメリポーター、旅サラダ（テレビ朝日）、ザ!情報ツウ800（日本テレビ）など
- 武岡智子 - スッキリ!!（日本テレビ）
- 竹下典子 - 日本文化センターCM
- 竹島久美子 - スーパーニュース（フジテレビ）など
- 武田修宏 - スポーツリポーター（サッカー）、スポーツうるぐす（日本テレビ）
- 竹中美彩 - 情報ライブ ミヤネ屋（読売テレビ）
- 立川談笑 - 落語家、とくダネ!（フジテレビ）
- 建部和美 - KYOTEI パンドラBOX、ミニストップ店内DJ
- 田中美穂 - スッキリ!!（日本テレビ）
- 谷口愛 - Jリーグ中継、発見!ポートピア探検隊など
- 辻史子 - ザ!情報ツウ（日本テレビ）
- 堤信子 - 元福岡放送アナ、ズームイン!!SUPER（日本テレビ）、はなまるマーケット（TBS）
- 所太郎 - スーパーモーニング（テレビ朝日）、THEサンデー（日本テレビ）
- 豊田麻衣 - Jリーグ中継 ほか
- 田中良幸 - とくダネ（フジテレビ）

## な行
- 中川倫子 - ワールドビジネスサテライト土曜版（テレビ東京、BSジャパン）
- 中嶋美年子 - 朝いち430（日本テレビ）お天気コーナーなど
- 中田久美 - スポーツリポーター（バレーボールなど）
- 中山正敏 - ザ・ワイド（日本テレビ）、情報ライブ ミヤネ屋（読売テレビ）
- 中山美香 - スッキリ（日本テレビ）
- 永山美穂 - スーパーニュース（フジテレビ）、やじうまプラス（テレビ朝日）、SG競艇ライブなど
- 成田知栄子 - ワイド!スクランブル 、スーパーモニング（テレビ朝日）
- 西村綾子 - スッキリ!!（日本テレビ）
- 根本美緒 - みのもんたの朝ズバッ!（TBS）お天気コーナー、カラダのキモチ（中部日本放送）

## は行
- 橋谷能理子 - サンデーモーニング（TBS）
- 長谷川洋子 - 午後は○○おもいッきりテレビ（日本テレビ）
- 長谷川まさ子 - ワイドスクランブル（テレビ朝日）
- 旗本由起子 - はなまるマーケット（TBS）
- 服部恭子 - ザ!情報ツウ（日本テレビ）、通販番組
- 花田勝 - スポーツリポーター（大相撲など）、ズームイン!!SUPER、スポーツうるぐす（日本テレビ）
- 彦摩呂 - タレント、グルメリポーター
- 平野早苗 - とくダネ!（フジテレビ）
- 平松真奈美 - ザ!情報ツウ（日本テレビ）
- 福岡翼 - ワイド!スクランブル（テレビ朝日）、アサデス。KBC（九州朝日放送）
- 藤田恵子 - フリー
- 藤原倫己 - 「Premium Korea 韓流ファクトリー」韓国リポーター（BSジャパン）
- 古橋拓真 - スッキリ!!（日本テレビ）
- 細田阿也 - J-LEAGUE WIDE

## ま行
- 真壁京子 - きょう発!プラス（TBS）、JNNニュースバード お天気コーナー
- 益子直美 - スポーツリポーター（バレーボール）
- 松尾伴内 - 開運!なんでも鑑定団（テレビ東京）
- 松岡修造 - スポーツリポーター、報道ステーション（テレビ朝日）、スポーツ番組
- 松田京子 - 朝はビタミン!（テレビ東京）など
- 間宮久美子 - ザ・ワイド（日本テレビ）、情報ライブ ミヤネ屋（読売テレビ）
- 三浦マキ - フリーアナウンサー、ファッションライターとしても活躍
- 水内猛 - スポーツリポーター（サッカー）、すぽると!（フジテレビ）
- 水野雄仁 - プロ野球取材など、ズームイン!!SUPER（日本テレビ）
- ミスターちん（B21スペシャル） - ジャスト（TBS）
- 三井三太郎 - ワイド!スクランブル（テレビ朝日）
- 峰剛一 - 午後は○○おもいッきりテレビ、ザ・ワイド（日本テレビ）、スーパーモーニング（テレビ朝日）
- 宮内亜弥子 - ニュースリアルタイム（日本テレビ）など
- 宮内美澄 - スポーツリポーター
- 宮崎瑠依 - タレント、スッキリ、ZIP!（日本テレビ）など
- 宮本和知 - スポーツリポーター（プロ野球など）、ズームイン!!サタデー、スポーツマガジン、デジ生巨人（BS日テレ）
- 村上不二夫 - アフタヌーンショー
- 目黒陽子 - お元気ですか日本列島（NHK総合）、ウェークアップ!ぷらす（読売テレビ）
- 用瀬朋美 - ザ・ワイド（日本テレビ）

## や行
- 柳沼淳子 - 情報番組リポーター、ザ・ウルトラシェフシリーズ（LaLaTV、BS12、地上波）
- 矢野明仁 - 『所さんの目がテン!』(日本テレビ)『ズームイン!!SUPER』(日本テレビ)『NEWSリアルタイム』(日本テレビ)
- 矢野寛 - フリー
- 山下修一 - ニュースプラス1（日本テレビ）特集大注目
- 山岡三子 - ズームイン!!サタデー、笑ってコラえて!（日本テレビ）
- 山縣苑子 - めざましどようび（フジテレビ）、世界陸上（TBS）
- 山越紀子 - スーパーJチャンネル（テレビ朝日）
- 用稲千春 - サンデーモーニング（TBS）
- 横田砂選 - ルックルックこんにちは（日本テレビ）、スーパーモーニング（テレビ朝日）
- 横野レイコ - とくダネ!（フジテレビ）
- 吉田恵 - めざましテレビ（フジテレビ）
- ヨネスケ - 落語家、おもいッきりDON!（日本テレビ）突撃!隣の晩ごはん

## ら行
- ラッシャー板前 - 旅サラダ（朝日放送）ほか

## わ行
- 渡辺千秋 - フリー
- 渡辺優 - フリー
- 渡辺裕太 - 俳優、news every.（日本テレビ）、5きげんテレビ（テレビ岩手）